# فيليكس مونتويا
فيليكس مونتويا (بالإسبانية: Félix Montoya)‏ (28 مارس 1980 بباغاسيس في كوستاريكا - ) هو مدرب كرة قدم ولاعب كرة قدم كوستاريكي في مركز الوسط. شارك مع منتخب كوستاريكا لكرة القدم. أما مع النوادي، فقد لعب مع ديبورتيفو سابريسا ونادي كارتاهينيس وA.D. Municipal Liberia ‏ وA.D. Municipal Pérez Zeledón ‏ ونادي سان كارلوس ونادي هيريديانو ونادي بونتاريناس.

## وصلات خارجية
- فيليكس مونتويا على موقع قاعدة بيانات كرة القدم.إي يو (الإنجليزية)
- فيليكس مونتويا على موقع ناشيونال فوتبول تيمز (الإنجليزية)